# ワン・セカンド
『ワン・セカンド』（One Second）は、イングランドのバンド、パラダイス・ロストが1997年に発表した6作目のスタジオ・アルバム。音楽的には以前の作品以上にゴシック・ロックへ傾倒した作品とみなされており、グレッグ・マッキントッシュは2017年、本作に関して「一つのデカい実験さ。それまで知っていた物を全部捨て去って、ゼロからやり直したんだから、とても刺激的な時期だったよ」と振り返っている。

## 反響・評価
バンドの母国イギリスでは、本作が全英アルバムチャートで31位に達し、全英シングルチャートでは「セイ・ジャスト・ワーズ」が53位、「ワン・セカンド」が94位を記録した。ドイツのアルバム・チャートでは8位に達して、同国における初のトップ10入りを果たした。
Eduardo Rivadaviaはオールミュージックにおいて5点満点中4点を付け、本作の音楽性がデペッシュ・モードに近いことを指摘して「彼らの原点であるデス/ドゥームメタル色は一切残っていない」「初期パラダイス・ロストのファンは猜疑的になるだろうが、この過激だが感動的な新路線は、紛れもなく質が高い」と評している。

## 収録曲
特記なき楽曲はニック・ホルムズとグレッグ・マッキントッシュの共作。
1. ワン・セカンド - One Second – 3:33
2. セイ・ジャスト・ワーズ - Say Just Words – 4:02
3. リディア - Lydia – 3:32
4. マーシー - Mercy – 4:24
5. ソウル・カレイジャス - Soul Courageous – 3:01
6. アナザー・デイ - Another Day – 4:44
7. ザ・サファラー - The Sufferer – 4:29
8. ディス・コールド・ライフ - This Cold Life – 4:21
9. ブラッド・オブ・アナザー - Blood of Another – 4:00
10. ディスアピアー - Disappear – 4:29
11. セイン - Sane – 4:00
12. テイク・ミー・ダウン - Take Me Down – 6:25

### 日本盤CD (PCCY-01142)ボーナス・トラック
1. アイ・ディスペアー - I Despair – 3:56
2. クルーエル・ワン - Cruel One – 3:22
3. ハウ・スーン・イズ・ナウ? - How Soon Is Now? (Morrissey, Johnny Marr) – 4:36
4. アルビノ・フロッグド・イン・ブラック - Albino Flogged in Black (Ingemar Henning, Kari Hokkanen, Peter Asp) – 6:28

## 参加ミュージシャン
- ニック・ホルムズ - リード・ボーカル
- グレッグ・マッキントッシュ - ギター、キーボード、サンプリング、プログラミング、バッキング・ボーカル
- アーロン・エイディ - ギター
- スティーヴ・エドモンドソン - ベース
- リー・モリス - ドラムス、バッキング・ボーカル

アディショナル・ミュージシャン
- ウルフ・サンドクヴィスト - キーボード、サンプリング、プログラミング、バッキング・ボーカル
- ステファン・ブリスランド＝ファーナー - ヴァイオリン、ストリングス